# تومي تومسون (سياسي كندي)
تومي تومسون هو سياسي كندي، ولد في 1913، وتوفي في 1985.